# 穿制服的少女
《穿制服的少女》是由台湾画家陳敬輝约1940年代完成的膠彩畫作品，现藏于國立臺灣美術館。画中描绘了第二次世界大战时期的两位淡水女學校學生，她们扎着双辫，赤足而坐；上身穿藏青色三本线札幌领上衣，胸前系白色领巾；下身穿当时为躲避空袭而改良的卡其色山袴，不同于现今水手服常搭配的百褶裙。